# Anemia trichorhiza
Anemia trichorhiza là một loài dương xỉ trong họ Anemiaceae. Loài này được Gardner mô tả khoa học đầu tiên.